# Elevenszülő kérész
Az elevenszülő kérész (Cloeon dipterum) a rovarok (Insecta) osztályának a kérészek (Ephemeroptera) rendjébe, ezen belül a teleszkópszemű kérészek (Baetidae) családjába tartozó faj.

## Előfordulása
Az elevenszülő kérész egész Európában gyakori.

## Megjelenése
Az imágó a Baetis-fajokhoz hasonló, de csak egy pár szárnya van. A lárva a Baetis-lárvával megegyező, 7 pár levél alakú tracheakopoltyúval rendelkezik. Az első 6 pár azonban megkettőződött, és valamennyi kopoltyú jelentékenyen szélesebb. Az állat 5-9 milliméter.

## Életmódja
Az elevenszülő kérész álló-, ritkábban lassan folyó vizek lakója, a legkisebb pocsolya is megfelel a számára. Szívesen elfoglalja a kerti tavakat.

## Szaporodása
A hímek tömött rajokban táncolnak, gyakran születésük helyétől nagyobb távolságban. Ha egy nőstény a rajon keresztülrepül, egy hím megragadja, és a párosodás még a levegőben lezajlik. A nőstény ezután nem fog azonnal a peterakáshoz, hanem 1-2 hétre elrejtőzik. Ez idő alatt végbemegy testében az embrionális fejlődés. Csupán mikor ez közvetlenül befejeződés előtt áll, akkor rakja le a kibújásra érett lárvákat tartalmazó petéket a vízbe. Ha a nőstény nem jut párhoz, táplálékfelvétel nélkül akár több hétig élhet még. Repülési ideje májustól július végéig, szórványosan szeptemberben is repül.